# Vittorio Giacci
Vittorio Giacci (Salsomaggiore Terme, 30 agosto 1943) è un critico cinematografico, regista, direttore artistico, sceneggiatore e musicista italiano.

## Biografia
Dopo aver conseguito la maturità al Liceo ginnasio statale Giosuè Carducci di Milano, si laurea in Giurisprudenza alla Università degli Studi di Milano nel 1973 con una tesi di diritto procedurale penale sul sequestro penale dell’opera cinematografica.
È giornalista pubblicista, critico cinematografico, iscritto al SNCCI e al SNGCI, docente di storia e linguaggio del cinema,  esperto di comunicazioni, mass-media, spettacolo, di problemi di mercato cinematografico nazionale e internazionale, di promozione, restauro e multimedialità. Studioso di problemi legislativi concernenti lo spettacolo con particolare competenza in materia di diritto di autore e sviluppo dei “generi”.
Ha ricoperto diversi incarichi, fra i quali, direttore generale dell’Ente Autonomo Gestione Cinema, direttore generale di Cinecittà International, sub-commissario al Centro Sperimentale di Cinematografia, direttore della "Istituzione Roberto Rossellini", collaboratore della Biennale Cinema, direttore artistico di diversi festival, tra cui, il Rimini Film Festival, Vasto Film Festival, B.A. Film Festival, consulente legislativo per diversi ministri dello Spettacolo, direttore del Centro Culturale Mondoperaio, consulente di Rai-Sat Cinema, collaboratore della Nuova Enciclopedia del Cinema Treccani, presidente dell'ATC Multimedia, l'Accademia del Cinema e della Televisione, all'interno di Cinecittà Studios.

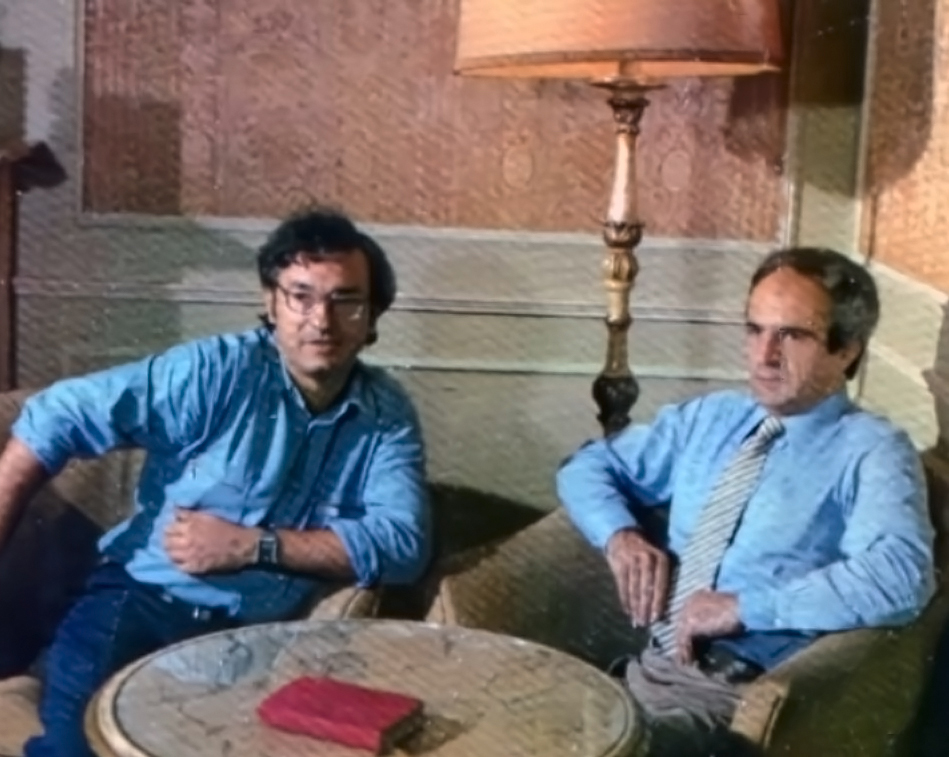
Vittorio Giacci e François Truffaut, 1975

È stato anche critico cinematografico del quotidiano L’Avanti!, redattore delle riviste Cineforum e Filmcritica, membro di giuria di numerosi festival e manifestazioni cinematografiche e culturali, membro del Direttivo Nazionale dell’AIACE (Associazione Italiana Amici Cinema d’Essai), membro del Consiglio Nazionale dello Spettacolo, membro del Premio Solinas, presidente dell’Istituto Cinematografico dell’Aquila, membro del comitato per le celebrazioni del centenario del cinema presso la Presidenza del Consiglio dei ministri e consulente di cinema del Piccolo Teatro di Milano Général del MCM, Mediterranean Cinematic Manifestations, membro del comitato esecutivo del Consiglio Generale "CICT UNESCO" e membro di giuria del Premio David di Donatello, attualmente insegna storia e linguaggio del Cinema.
Ha realizzato, come regista o consulente, numerosi documentari per il cinema e la televisione tra cui Mi mancherai. Ricordo di Sandro Pertini (2008), sotto l’Alto Patronato del Presidente della Repubblica, vincitore del Premio Gianni Di Venanzo, il documentario ONU per l’Expo 2010, The Earth: Our Home, vincitore del "Globo d’oro" per l’eccellenza della Stampa Estera in Italia. È stato tra i primi a realizzare opere multimediali con i CD-Rom:, tra cui, Roma nel cinema (1986), Michelangelo Antonioni, lo sguardo incantato (1988), Federico Fellini (1994), TuttoTruffaut (1996) e l’opera video musicale Il Poliedro di Leonardo (1989), evento speciale alla Biennale di Venezia. Attualmente è redattore di "FilmCritica" e collaboratore di "Cabiria", "Mondoperaio" e "Psiche Arte e Società".
Come autore ha pubblicato diversi libri, saggi ed articoli mentre come sceneggiatore ha collaborato con diversi cineasti tra cui Alberto Lattuada in Cristoforo Colombo (1985 ) e con Carlo Lizzani in Roberto Rossellini  (2001).
Ha curato la realizzazione dei restauri delle opere dei più importanti registi italiani: Federico Fellini, Roberto Rossellini, Pier Paolo Pasolini, Michelangelo Antonioni, Francesco Rosi, Paolo e Vittorio Taviani, Luchino Visconti, Bernardo Bertolucci, Vittorio De Sica, Valerio Zurlini, Pietro Germi, Carmine Gallone, Vittorio Cottafavi, Riccardo Freda. In particolare, ha curato i restauri di Mater Dei di Emilio Cordero), (il primo film italiano a colori), Il gattopardo e Senso di Luchino Visconti), Carosello napoletano di Ettore Giannini), Giovanna d'Arco al rogo, Francesco, giullare di Dio, La presa del potere da parte di Luigi XIV di Roberto Rossellini).
Nella sua qualità di direttore generale dell’Ente Autonomo Gestione Cinema è stato produttore delegato di numerosi film d’autore, tra i tanti, Ginger e Fred e Intervista di Federico Fellini, Rossini! Rossini! di Mario Monicelli, Uno dei tre di Pupi Avati, Colpire al cuore di Gianni Amelio, Diavolo in corpo di Marco Bellocchio, Cronaca di una morte annunciata di Francesco Rosi, Figlio mio, infinitamente caro... di Valentino Orsini, Claretta di Pasquale Squitieri, La neve nel bicchiere di Florestano Vancini e L’herbe rouge di Pierre Kast, uno dei fondatori della Nouvelle Vague francese, in coproduzione con Antenne 2.

## Curiosità
- In gioventù suona in diversi gruppi musicali: Black Hurricanes,  Messaggeri, Effetto Notte. Con I Messaggeri, uno dei più interessanti gruppi rock italiani degli Anni Sessanta, partecipa alla prima tournée italiana dei Rolling Stones.

## Filmografia

### Regista
- Il Cinema dei mille Giorni, co-regia di Roberto Escobar, (1984)
- Il Poliedro di Leonardo, co-regia di Filippo Mileto, (1989)
- François Truffaut - Le Spectacle Interieur -  (1994)[1]
- Caro Maestro. Federico Fellini, (1994)
- Ciao Marco. Marco Ferreri, co-regia di Adriano Pintaldi, (1997)
- Alberto Lattuada, i corpi e gli inganni, (1998)
- Pasqualino De Santis, la luce al lavoro, (1999)
- Roma Open Set City, (2000)
- Peter Bogdanovich, il cinema con il cinema, (2001)
- Cinecittà: Via Tuscolana 1055, (2003)
- Annecy: Rencontre des Cinéastes Italiens, (2003)
- Michelangelo Antonioni. Lo sguardo Alto, (2008)
- Mi mancherai. Ricordo di Sandro Pertini, (2008)
- Cinema è Teatro. La magnifica Attrazione, (2009)
- François Truffaut, le spectacle interieur, (2009) - riedizione
- The Earth: Our Home, (2010)
- Violette al Cinema. La Traviata nella Settima Arte, (2014)
- L’amore vasto Bo Ai, (2014)
- Un gesto di-verso, (2015)
- Giacomo Matteotti. L'idea che non muore (2024)

### Sceneggiatore
- Cristoforo Colombo, regia di Alberto Lattuada, (1985)
- Roberto Rossellini, regia di Carlo Lizzani, (2001)

### Consulente
- Alle prese con Cinema e TV, regia di Filippo De Luigi, (1979)
- Il Pianeta Totò, regia di Giancarlo Governi, (1981)
- Venezia: una Mostra per il Cinema, regia di Riccardo Fellini, (1982)
- Un Paese attraverso il suo Cinema: la Germania, regia di Gian Luigi Rondi, (1986)
- Omaggio a Francesco Rosi, regia di Adriano Pintaldi, (2006)

### Produttore
- Buoni o Cattivi (video-opera di Vasco Rossi), regia di Stefano Salvati, (2005)
- Giallo?, regia di Antonio Capuano, (2009)
- Il mio Novecento, regia di Carlo Lizzani, (2010)

## Opere
- Peter Bogdanovich, La Nuova Italia, Firenze, 1973
- Il cinema nell’Europa dell’Est, Atti del convegno “Il dissenso culturale”, Biennale di Venezia, 1979
- I mostri al microscopio di AA.VV, Marsilio, Venezia, 1979
- Il cinema del Fronte Popolare. Francia 1934-37, con Roberto Escobar, Il Formichiere, Milano, 1980 ISBN 9788871191782
- Lavorare per lo spettacolo, Gesualdi, Roma, 1984
- Il cinema del Fronte Popolare Francia 1934-37, Bulzoni, Roma, 1990 (riedizione)
- Care ombre. Scritti di cinema 1976-1992, Bulzoni, Roma, 1993
- François Truffaut, le corrispondenze segrete, le affinità dichiarate, Bulzoni, Roma, 1994
- Via col tempo, l’immagine del restauro, C.S.C. / Gremese, Roma, 1994
- Francesco Rosi, Cinecittà International, Roma, 1994
- Federico Fellini, la voce della luce, Progetti Museali, Roma, 1995
- Truffaut/Hitchcock, la conversazione ininterrotta, con Alessandro Pamini, Istituto Metacultura / L’Unità, Roma, 1997
- Francesco giullare di Dio, un capolavoro adottato, con Edoardo Bruno, Istituzione Roberto Rossellini, Roma, 1997
- L’Avventura, ovvero l’isola che c’è, Edizioni del Centro Studi, Lipari, 2000
- Otello Fava, divi, maschere e belletti, diario di un truccatore, C.S.C. , Roma, 2004
- Mater Dei, storia e rinascita del primo film italiano a colori, C.S.C. , Roma, 2005
- Immagine immaginaria, analisi e interpretazione del segno cinematografico, Città Nuova,  Roma, 2006 ISBN 9788831116268
- Francesco Rosi, i mosaici della ragione, con Adriano Pintaldi, Roma Film Festival, Roma, 2006
- Michelangelo Antonioni. Lo sguardo estatico, C.S.C. / B.A. Film Factory, Roma, 2008
- Ciné. Cento anni di collaborazione cinematografica italo-francese, Cinecittà Holding / Gallucci, Roma, 2008 ISBN 9788861450813
- Carlo Lizzani, Il Castoro Cinema, Milano, 2009 ISBN 9788880334897
- Ettore Scola, l'ultimo enciclopedista, Roma, 2023 ISBN 978-88-6897-294-3

## Premi e riconoscimenti
- La Navicella Premio Rivista del Cinematografo (per: Care Ombre, scritti di cinema, Roma, 1993)
- Premio Speciale della giuria Filmcritica Umberto Barbaro (per: François Truffaut, Le corrispondenze segrete, le affinità dichiarate, Roma, 1995)
- Menzione speciale al Premio Domenico Meccoli Scrivere di cinema (per il volume: François Truffaut, le corrispondenze segrete, le affinità dichiarate, Assisi, 1995)
- Premio Internazionale Lumière Centenario del cinema (Roma, 1995)
- Premio Internazionale Beato Angelico per il volume Mater Dei, storia e rinascita del primo film italiano a colori (Gennazzano, 2005)
- Nomination ai Globi d’oro 2009 assegnati dall’associazione della Stampa Estera in Italia come miglior documentario per Mi mancherai. Ricordo di Sandro Pertini
- Premio Internazionale Gianni Di Venanzo per il documentario Mi mancherai. Ricordo di Sandro Pertini
- Premio Domenico Meccoli “Scrivere di cinema” per il volume Carlo Lizzani (Assisi 2009)
- Premio Rosa d'oro alla rassegna “Roseto Opera prima” (2010)
- Globo d'oro per l'eccellenza della stampa estera in Italia per The Earth: Our Home (2011)
- Premio Ettore Scola - Trevico (AV), 2024